# 라디오 교회
《라디오 교회》는 대한민국의 방송국 기독교방송의 라디오 채널 CBS 표준FM에서 매주 일요일 오전 10시 30분 ~ 11시까지 방송되고 있는 라디오 프로그램이다.
본래 오전 11시 ~ 11시 30분에 방송되었으나 2015년 CBS 가을개편 후부터 이 시간에 이명희의 랄랄라가 방송되어 라디오 교회는 10시30분~11시로 개편되었다. 

## 담당 목사
- 정동제일교회 천영태 목사

## 같이 보기
- CBS 표준FM